# Портрет Марии Замбако
«Портрет Марии Замбако» — пастель английского художника-прерафаэлита Данте Габриэля Россетти, созданная в 1870 году.
На картине изображена Мария Замбако, художница греческого происхождения, натурщица многих художников-прерафаэлитов, в частности Эдварда Бёрн-Джонса. Впоследствии между Замбако и Бёрн-Джонсом вспыхнул роман, продлившийся несколько лет, закончившийся их неудачной попыткой двойного самоубийства.
На своём портрете Россетти изобразил Марию в белом драпированном платье, схожем с греческой хламидой, что является отсылкой к происхождению натурщицы. По композиции и деталям пастель схожа с работой с Фанни Корнфорт, выполненной в том же году и получившей название «Женщина с веером». Сходства присутствуют в позе героини, белых одеждах и ярком веере из перьев, однако характер девушек отображён совершенно по-разному. Мария Замбако выглядит задумчивой и отстранённой, в то время как Фанни Корнфорт — чувственной и властной. О произведении Россетти упоминает в своём письме, адресованном к Джейн Моррис, где он пишет, что уверился, что её [Замбако] любовь для неё — самое важное, и что до работы над портретом он никак не мог понять её, также он упоминает, что Эдвард Бёрн-Джонс остался доволен картиной. Всего в 1870 году Россетти создал четыре портрета Марии Замбако.
Изначально пастель принадлежала самой Марии Замбако и её семейству; в 1965 году она была продана на аукционе Кристис. В настоящее время работа находится в собрании немецкого Клеменс-Зельс музея.